# 13770 Commerson
13770 Commerson è un asteroide della fascia principale. Scoperto nel 1998, presenta un'orbita caratterizzata da un semiasse maggiore pari a 3,0529377 UA e da un'eccentricità di 0,0915550, inclinata di 2,99079° rispetto all'eclittica.